# Amylis
Amylis — рід грибів. Назва вперше опублікована 1922 року.

## Класифікація
До роду Amylis відносять 1 вид:
- Amylis memorabilis